# کینستن (آلاباما)
کینستن (به انگلیسی: Kinston) شهری در شهرستان کافی، آلاباما است که مساحت آن ۱۲٫۷۱ کیلومتر مربع است و در سرشماری سال ۲۰۱۰ میلادی، ۵۴۰ نفر جمعیت داشته و تراکم جمعیتی آن، ۴۲٫۴۹ نفر در هر کیلومتر مربع بوده است.